# Mika Orasmaa

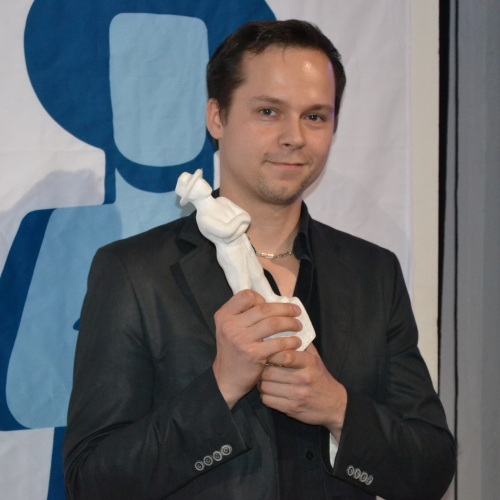
Mika Orasmaa (2011)

Mika Orasmaa (* 1976 in Valkeala) ist ein finnischer Kameramann.
Mika Orasmaa studierte an der Hochschule für Kunst und Design Helsinki. Seit 1997 ist er als Kameramann für Film und Fernsehen tätig. Seine bekanntesten Filme sind Rare Exports und Iron Sky. Bisher wurde er für fünf Arbeiten mit einer Nominierung als bester Kameramann für den finnischen Filmpreis Jussi bedacht, wobei er jeweils für Rare Exports und Wunder einer Winternacht – Die Weihnachtsgeschichte ausgezeichnet wurde.

## Filmografie (Auswahl)
- 2004: Skene
- 2004: Gourmet Club
- 2007: Wunder einer Winternacht – Die Weihnachtsgeschichte (Joulutarina)
- 2009: Uutishuone (Fernsehserie, 6 Folgen)
- 2010: Rare Exports – Eine Weihnachtsgeschichte (Rare Exports)
- 2012: Iron Sky
- 2013: 8-Pallo
- 2013: Nymphs (Nymfit, Fernsehserie, 12 Folgen)
- 2014: Zarra’s Law
- 2014: Big Game – Die Jagd beginnt (Big Game)
- 2014: Meine griechischen Ferien (Lomasankarit)
- 2016: Bordertown (Sorjonen, Fernsehserie, 14 Folgen)
- 2017: Unknown Soldier – Kampf ums Vaterland (Tuntematon sotilas)
- 2019: Iron Sky: The Coming Race
- 2020: Californian Commando (Perfect Commando, Fernsehserie, zehn Folgen)
- 2021: Bordertown: Ein besserer Ort (Sorjonen: Muraalimurhat)
- 2021: Operation Omerta (Omerta 6/12)
- 2021: Winski und das Unsichtbarkeitspulver (Vinski ja näkymättömyyspulveri)
- 2022: Agatha Christie: Ein Schritt ins Leere (Why Didn't They Ask Evans?)